# SAMU social
Ne doit pas être confondu avec Service d'aide médicale urgente.
Le service d'aide mobile d'urgence SAMU social est un ensemble d'associations non gouvernementales venant en aide aux personnes démunies. Ces associations opèrent un numéro de téléphone d'appel gratuit qui reçoit les appels de personnes sans abri. Le but du Samu social est de « secourir selon la philosophie de la Déclaration universelle des droits de l'homme en réaffirmant les principes de Liberté, d'Égalité, de Fraternité et de Solidarité ».
Ces associations sont regroupées en France par la Fédération nationale des samus sociaux (FNSS), et au niveau international par le Samu social International. En France, le numéro d'urgence associé au SAMU social est le 115. En Belgique, il s'agit du 0800 99 340.

## Historique

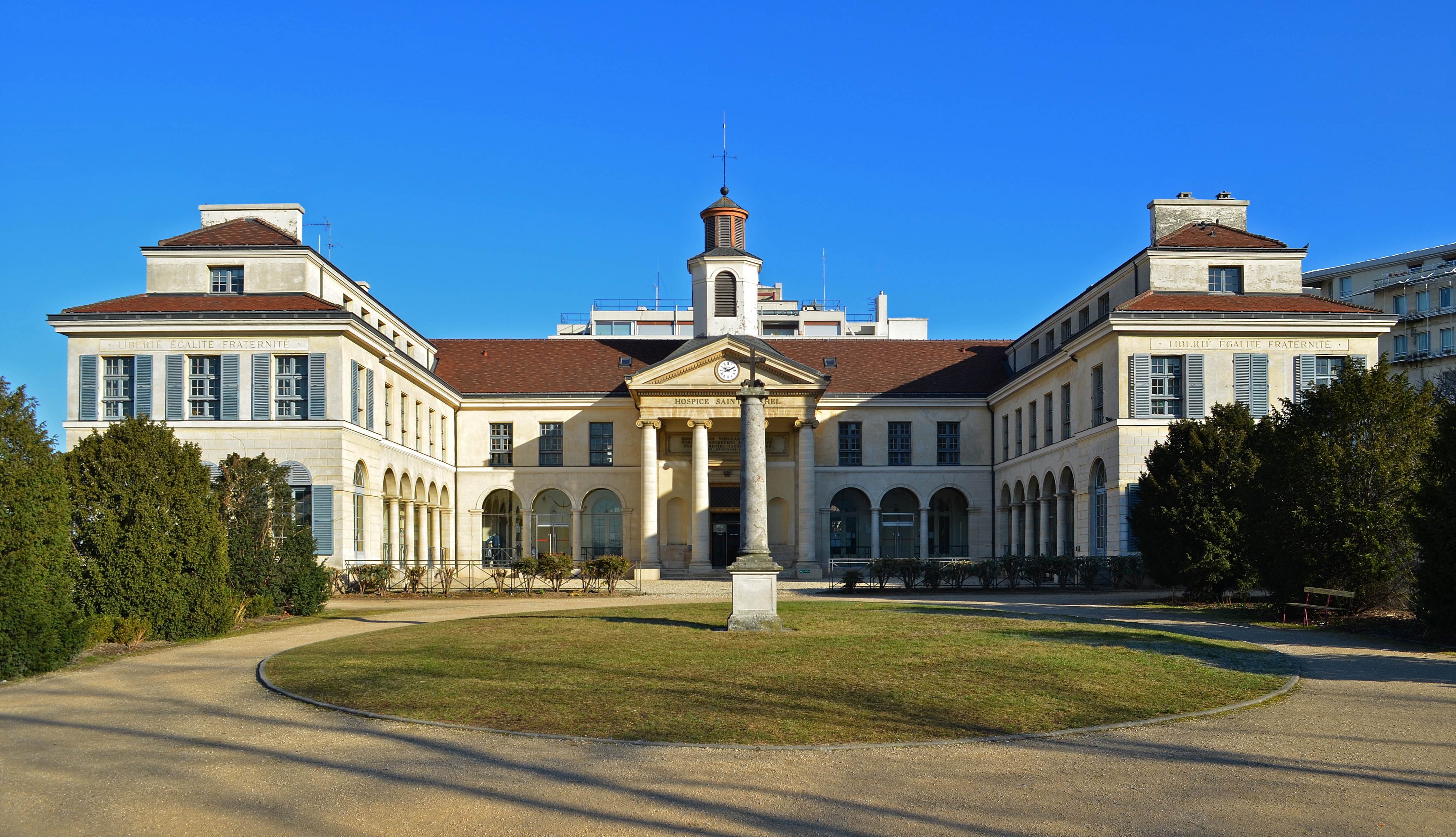
Siège du Samu social, ancien hospice Saint-Michel.

En 1810 dans le code pénal, la mendicité devient un délit,. En 1955 après le rude hiver 1954 et l’appel de l’Abbé Pierre la brigade d’assistance aux personnes sans-abri (BAPSA) prend en charge les sans domicile fixe à Paris. Été comme hiver,toujours active en 2024, la brigade poursuit sa mission de soutien sur le terrain,.
En 1993. Alors que le nombre de sans-abris ne cesse de croître depuis les années 1980, les Centres d’Hébergements d’Urgence continuent de faire défaut à Paris. Xavier Emmanuelli, médecin au Centre d'Accueil pour sans-abris de Nanterre, propose donc à Jacques Chirac, alors Maire de Paris, de créer un dispositif d'urgence sociale,.
Dans la nuit du 22 novembre 1993, Xavier Emmanuelli, président Fondateur du Samusocial de Paris, créait les premières équipes Mobiles d’aide dont la mission consistait à « aller à la rencontre des personnes qui, dans la rue, paraissent en détresse physique et sociale ». Est créé le même jour le premier Centre d’Hébergement d’Urgence avec Soins Infirmiers (CHUSI) homologués en juin 2006 sous l’appellation Lits Halte Soins Santé (LHSS).
Le 1er mars 1994, la mendicité ne constitue plus une infraction,.
Le 19 décembre 1994 en groupement d’Intérêt Public (GIP) (parution au recueil des actes administratifs du GIP le 31 mars 1997). Le 22 novembre 1995 est mis en place un numéro vert pour les sans-abri, le 05 306 306, devenu le 0 800 306 306, dont la gestion pour Paris est confiée au Samusocial de Paris. Il devient le 115 en septembre 1997.
L'histoire du Samusocial de Paris est marquée par de nombreuses étapes significatives depuis sa création. Le 15 septembre 1997, l’Espace Solidarité Insertion (ESI) « La Maison dans le Jardin » a ouvert ses portes, suivi le 1er avril 1998 par la prise en charge du Centre d’Hébergement d’Urgence (CHU) « La Porte Verte » à Montrouge. En avril de la même année, la Maraude Psychosociale a été mise en place en partenariat avec l’Hôpital Esquirol. Le 12 avril 1999 a marqué le lancement officiel de l’Observatoire du SAMU social de Paris, intitulé « De la grande précarité à la grande exclusion ».
Le 1er juin 2000, le LHSS Ridder a été inauguré, suivi de l’ouverture du CHU « Yves Garel » le 5 juin. En décembre 2000, la première Équipe Mobile de Lutte contre la Tuberculose (EMLT) a été créée.
La Fédération nationale des SAMU sociaux (FNSS)  a été créée le 24 mars 2001 sous l'impulsion de Xavier Emmanuelli, président-fondateur du SAMU social de Paris, et de Marc Gentilini, alors président de la Croix-Rouge française. Elle regroupe une dizaine de personnes morale soit 70 structures qui portent les 250 équipes mobiles. Elle se compose majoritairement d'équipes mobile rattachées aux délégations locales de la Croix-Rouge, reflétant ainsi l'implication historique de cette association caritative. Parmi les membres fondateurs figurent également la Mutualité française des Alpes-Maritimes, à l'origine du SAMU social de Nice/Antibes, ainsi que le SAMU social de l'Aire toulonnaise et le SAMU social international. Inspirée du modèle du SAMU social de Paris, fondé en 1993, la fédération vise à fédérer les initiatives locales en France, accompagnant ses membres dans leurs pratiques pour lutter efficacement contre l'exclusion et la précarité sur tout le territoire national,.
En avril 2004, le centre Lits Halte Soins Santé (LHSS) Jean Rostand a vu le jour, tandis que le 18 octobre 2004, la première Pension de Famille labellisée Maison Relais, « L’Alchimie des Jours », a ouvert ses portes. En février 2005, des Lits Halte Soins Santé ont été intégrés dans les locaux de l’Hôpital Esquirol, et dès le 1er août 2005, une Maraude de Jour a été lancée à titre expérimental grâce à des fonds privés.
En Octobre 2018 la Fédération nationale des SAMU sociaux (FNSS)la Fédération des acteurs de la solidarité  avec le soutien de la Direction Générale de la Cohésion Sociale ont créé le référentiel de missions et d'évaluation Maraudes et Samus sociaux

## SIAO - 115

### SIAO
Le SIAO est une structure créée en 2010 par circulaire et officiellement consacrée par la loi ALUR en tant que plateforme unique départementale de régulation pour l’accueil, l’hébergement et l’accompagnement des personnes sans domicile. Ses missions, définies dans le Code de l’action sociale et des familles (articles L. 345-2 et L. 345-2-4), incluent la gestion du dispositif de veille sociale, la coordination des acteurs tels que les équipes mobiles ou les accueils de jour, et l’orientation des personnes vers des solutions adaptées à leurs besoins. Le SIAO gère également le service d’appel téléphonique 115 et contribue à l’identification des demandeurs de logement, souvent avec un accompagnement social. Il joue un rôle de fédérateur, favorisant la mise en réseau des partenaires, et assure la fluidité des parcours des personnes en détresse, depuis la rue jusqu’à une solution de logement. Financé par l’État dans le cadre de conventions pluriannuelles, le SIAO peut être géré par une association, un groupement ou une autre entité morale. Sa mission s’étend à l’observation sociale et au suivi des parcours, avec un objectif constant de réinsertion et de stabilisation des bénéficiaires.

### 115
Le 115 est un numéro national départementalisé d’urgence et d’accueil des personnes sans abri. Il est gratuit et accessible 24h/24. Sur le mode déclaratif, l’évaluation assurée par les écoutants sociaux à chaque prise d’appel, prend en considération les points suivants :
- Si la personne n’a aucun hébergement, relève-t-elle du droit commun ou non ?
- Quelles sont ses ressources ? ses référents ?
- Quelles difficultés psycho-médico-sociales rencontre-t-elle ?

Le service téléphonique 115, géré par le Service Intégré d’Accueil et d’Orientation (SIAO), est une ligne d’urgence dédiée à l’assistance des personnes sans abri ou en détresse. En 2022, il a enregistré un total de 9 708 436 appels entrants, soit une moyenne de 493 appels par jour et 20,5 appels par heure pour chaque centre. Toutefois, seulement 2 621 354 appels ont été décrochés, représentant un taux de réponse d’environ 27 %. Chaque appel décroché dure en moyenne 3 minutes, et la médiane annuelle montre que chaque personne a contacté le service environ 4,5 fois. Cette volumétrie élevée met en lumière l’importance et la sollicitation constante du 115, bien que la capacité de réponse reste limitée par les moyens humains disponibles.
Selon le rapport 2013 de la Fondation Abbé-Pierre, le numéro d’urgence 115 est saturé. En décembre 2013, 43 % des sans-domicile-fixe qui ont composé ce numéro n’ont pas obtenu de place à Paris, 61 % en province.
Contrairement au numéro 112 européen, le 115 étant national n'est pas qualifié comme "service d'urgences" par certains téléphones.

## Missions du SAMU social en France

### Maraude sociale
Les Maraude sociale sont guidés par des valeurs fondamentales et des engagements forts. Elles prônent l’inconditionnalité de l’« aller-vers », en se rendant auprès de toutes les personnes à la rue, quelles que soient leur situation et leur diversité. Leur intervention repose sur l’établissement d’une relation de confiance réciproque, essentielle pour instaurer un dialogue respectueux et constructif. Elles défendent également le principe de la libre adhésion, en respectant la temporalité et le projet de vie de chaque individu, s’adaptant à leur rythme et à leurs choix. Ces principes structurent leur action, contribuant à un accompagnement humain et respectueux dans la lutte contre l’exclusion sociale
les 13 grandes principes du référenciel de bonne pratiques : La mauraude va à la rencontre et pratique l’aller vers. Elle crée un lien avec la personne. Elle  évalue la situation et fait émerger la demande. Elle accompagne et oriente. Elle à un rôle d'alerte et de veille sociale et sanitaire. Elle participe à l’observation sociale, restitue et sensibilise. Elle travaille en partenariat, se forme et s’informe. Biensur, elle applique les droits et libertés de la personne.

### Logement d'urgence en hôtels meublés
En France, la politique du Logement d'abord est la règle. Toutefois le recoure au Centre d'Hébergement d'Urgence (CHU) pour apporter des solutions de très courtes durée est coordonné par le SAMU sociale. 
Après l'incendie de l'hôtel Paris-Opéra qui fait 24 morts en avril 2005 dans un hôtel où étaient logés par le SAMU social plusieurs familles en situation de grande précarité,, une polémique se crée sur le recours systématique au logement d'urgence des personnes en situation précaire dans des hôtels meublés souvent vétustes. En 2004, le Samu social a notamment dépensé 24 millions d'euros pour l'hébergement de personnes dans ce type d'hôtels.
Après l'incendie, le SAMU social modifie en 2006 ses modalités d'action avec les hôtels meublés. Alors qu'auparavant, la structure travaillait avec des associations qui servaient d'intermédiaire, sans possibilité de contrôle sur les lieux et en agissant uniquement en tant que « payeur », elle crée un « Pôle d’hébergement et de réservation hôtelière » (PHRH) qui traite les demandes d'hébergement de familles rivées par le numéro d'urgence 115 venues de Paris, de Seine-Saint-Denis et de Seine-et-Marne. Ce pôle traite aussi les chambres d'hôtels des personnes venues de la Coordination de l'accueil des familles demandeuses d'asile, par l’association pour les travailleurs migrants et par les Œuvres hospitalières françaises de l'ordre de Malte. Ce pôle peut effectuer des contrôles dans les hôtels afin d'informer les services de l'État en cas de problème.
Il faut néanmoins remarquer que le recours aux hôtels meublés pour loger les populations en situation de précarité par le SAMU social est resté extrêmement répandu. Les dépenses hôtelière représentent en 2012 79 % de son budget, soit 113 millions d'euros : 12 468 familles (37 107 personnes) ont été logées dans 440 hôtels en 2012, pour un total de 6,1 millions de nuités, chiffre en augmentation de 17 % par rapport à 2011. Les nuités sont réglées aux hôtels en moyenne 17,50 euros par personne.

## En Belgique
Le Samusocial de Belgique est créé en 1999 et occupe initialement les locaux d'un ancien hôpital. Depuis 2003, le Centre public d'action sociale de Bruxelles met à disposition un bâtiment neuf d'une capacité de 110 personnes. Les équipes de maraude se sont enrichies de bénévoles de Médecins du monde, de la Croix-Rouge de Belgique et d'une équipe d'aide psychologique.

## Samusocial international[20]
Depuis sa création en 1998, le Samusocial International œuvre pour l’accompagnement et la protection des personnes en situation d’exclusion sociale. L’association s’articule autour de trois pôles principaux : la direction générale et le département programmes, le département communication et fundraising, ainsi que le département des ressources techniques.
La direction générale et le département programmes pilotent et gèrent les dispositifs Samusocial au quotidien, veillant à leur bon fonctionnement et à leur efficacité. Le département communication et fundraising a pour mission de promouvoir la visibilité de l’association et de son réseau tout en assurant la recherche de financements privés essentiels à ses activités. Enfin, le département des ressources techniques se consacre à l’enseignement de la méthode Samusocial aux professionnels et au grand public, ainsi qu’à la diffusion des savoirs et bonnes pratiques de l’association.
L'année 2023 marque le 25ᵉ anniversaire du Samusocial International, fondé près de cinq ans après le Samusocial de Paris. Cette organisation a inspiré et accompagné la création de 17 services samusociaux à travers le monde, notamment en Europe, en Afrique, en Amérique latine, et dans les départements et régions d'outre-mer (DROM). Ces dispositifs offrent à des milliers de personnes en situation d'exclusion des soins, une aide pour survivre, et un appui vers une réinsertion sociale. En outre, ils jouent un rôle clé en sensibilisant les institutions internationales et les autorités nationales aux enjeux de la grande précarité.
Ces initiatives, portées par des associations de droit national ou des ministères de l'action sociale souvent sous-dotés, témoignent de l’universalité de la grande exclusion. Elles interviennent dans des contextes marqués par la fragilité des mécanismes de solidarité et de protection sociale, face à des populations vulnérables : enfants des rues, adultes sans abri, femmes isolées, migrants victimes d'exploitation, et autres publics discriminés. La durabilité de ces dispositifs repose sur l'énergie des équipes locales et sur la capacité du Samusocial International à mobiliser des financements publics et privés pour promouvoir une solidarité internationale.
En 2023, le Samusocial International a renforcé la coordination entre les différents dispositifs nationaux grâce à des rencontres entre directeurs, responsables techniques et instances de gouvernance. Ces échanges favorisent le partage d'expériences, la sensibilisation mutuelle, et le renforcement des capacités de plaidoyer. Cette mobilisation conjointe a permis d'accompagner plus de 15 370 personnes, dont 1 641 ont été hébergées dans des centres gérés par les samusociaux. En outre, 30 575 consultations médicales ont été réalisées, témoignant de l’impact direct de ces actions.
L’année 2023 a également été marquée par des avancées méthodologiques, notamment l’élaboration d’un référentiel sur l’intégration des questions de genre dans les activités des samusociaux, basé sur les principes de non-discrimination, d’inconditionnalité, et d’approche individualisée. En septembre, le guide méthodologique L’équipe mobile d’aide – principes et pratiques d’intervention dans la rue a été publié, enrichissant le « centre ressources » en ligne, lui-même reconfiguré pour un accès simplifié. Parallèlement, le Samusocial International a poursuivi son engagement dans l’enseignement supérieur, formant 39 étudiants sur les problématiques de l’exclusion sociale.
L’association a amorcé une réflexion sur une nouvelle stratégie pluriannuelle, intégrant l’évolution des partenariats avec les samusociaux nationaux et les dynamiques socio-politiques mondiales. Le Samusocial International ambitionne de renforcer son image en tant que gardien des savoir-faire et promoteur d’un réseau cohérent, adapté aux divers contextes. Il vise également à accroître sa visibilité auprès du grand public et des médias pour diffuser ses réalisations, analyses et conseils.
Enfin, 2023 a été une année de transition, avec la préparation de la transmission de la présidence. Le Dr Xavier Emmanuelli, souhaitant alléger ses responsabilités, a décidé de passer le relais tout en restant membre du conseil d’administration et président d’honneur. De nouvelles personnalités rejoignent le conseil d’administration, garantissant une transition sereine et contribuant à la promotion des valeurs et méthodes portées par l’organisation. Le Samusocial International s’engage ainsi à perpétuer et perfectionner l’héritage de son fondateur.

## Controverses

### «SAMU et Urgence sociale»
Le terme « SAMU » signifie initialement « service d'aide médicale urgente » ; ce terme a été lexicalisé (l'acronyme est devenu un mot à part entière), synonyme d'« organisme s'occupant en urgence de la détresse ». Dans le cadre du Samu social, on lui a redonné un sens acronymique :
- « service d'aide mobile d'urgence social »
- « service ambulatoire d'urgences » dans le cas du Samu social international.

Dans le droit fil de la mise en œuvre de la loi relative au droit au logement opposable, des associations telles que le Secours catholique et l'association des cités du secours catholique contestent la pérennité d'une logique d'urgence au détriment de propositions pérenne. Le document Sortons de l'urgence publié par Emmaüs formulait quatre propositions pour « privilégier un hébergement durable pour toutes personnes à la rue qui le souhaitent. » L'enjeu est de ne plus remettre des personnes à la rue sous le prétexte de fluidifier les structures d'urgence.

### Démission de Xavier Emmanuelli en 2011
Le 19 juillet 2011, Xavier Emmanuelli démissionne de la présidence à la suite de l'annonce de l'État sur les réductions drastiques des moyens alloués à l'hébergement d'urgence. Il poursuivra toutefois son action au Samu social International. Cette décision sera suivie d'une grève des professionnels de l'urgence sociale le 2 août 2011.